# Barkot
Barkot is een nagar panchayat (plaats) in het district Uttarkashi van de Indiase staat Uttarakhand. 

## Demografie
Volgens de Indiase volkstelling van 2001 wonen er 6.098 mensen in Barkot, waarvan 56% mannelijk en 44% vrouwelijk is. De plaats heeft een alfabetiseringsgraad van 73%. 